# Azilone-Ampaza
Azilone-Ampaza est une commune française située dans la circonscription départementale de la Corse-du-Sud et le territoire de la collectivité de Corse.

## Géographie
La vallée du Panicale, qui abrite les villages d'Ampaza, Azilone, Forciolo et Zigliara, appartient plus globalement à la région du moyen-Taravo. Les deux villages se font face, avec en contre-fond de la vallée un cours d'eau ("a viura") et sont distants de 4 km.

## Urbanisme

### Typologie
Au 1er janvier 2024, Azilone-Ampaza est catégorisée commune rurale à habitat très dispersé, selon la nouvelle grille communale de densité à sept niveaux définie par l'Insee en 2022.
Elle est située hors unité urbaine. Par ailleurs la commune fait partie de l'aire d'attraction d'Ajaccio, dont elle est une commune de la couronne,. Cette aire, qui regroupe 79 communes, est catégorisée dans les aires de 50 000 à moins de 200 000 habitants,.

### Occupation des sols
L'occupation des sols de la commune, telle qu'elle ressort de la base de données européenne d’occupation biophysique des sols Corine Land Cover (CLC), est marquée par l'importance des forêts et milieux semi-naturels (99,9 % en 2018), une proportion identique à celle de 1990 (100 %). La répartition détaillée en 2018 est la suivante : 
forêts (98 %), milieux à végétation arbustive et/ou herbacée (1,9 %), zones agricoles hétérogènes (0,2 %). L'évolution de l’occupation des sols de la commune et de ses infrastructures peut être observée sur les différentes représentations cartographiques du territoire : la carte de Cassini (XVIIIe siècle), la carte d'état-major (1820-1866) et les cartes ou photos aériennes de l'IGN pour la période actuelle (1950 à aujourd'hui).

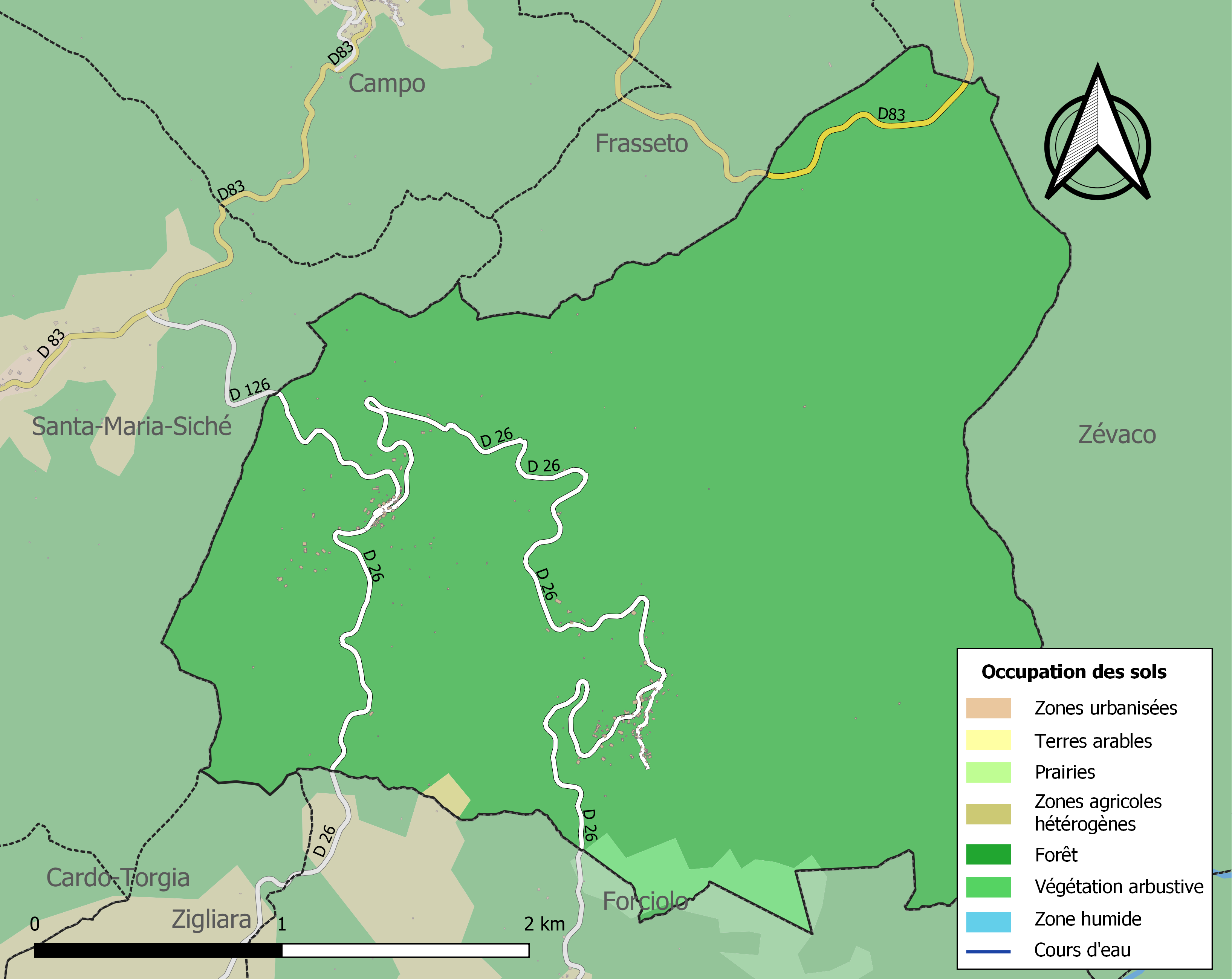
Carte des infrastructures et de l'occupation des sols de la commune en 2018 (CLC).

## Histoire
Les deux villages ont pour origine le hameau de Calcinaghju, au milieu de la vallée, détruit par les Mauresques. Dans les systèmes administratifs paolinu et génois, la commune appartenait à la pieve d'Ornano. La commune est aujourd'hui principalement connue pour être un haut lieu du Tour de Corse, épreuve comptant pour le championnat du monde des rallyes (WRC).

## Politique et administration
| Période                                  | Période  | Identité                   | Étiquette | Qualité  |
| ---------------------------------------- | -------- | -------------------------- | --------- | -------- |
| 2001                                     | 2020     | Antoine Peretti            | DVG       | Retraité |
| 2020                                     | En cours | Marie Dominique Chiarisoli |           |          |
| Les données manquantes sont à compléter. |          |                            |           |          |

## Démographie
L'évolution du nombre d'habitants est connue à travers les recensements de la population effectués dans la commune depuis 1800. Pour les communes de moins de 10 000 habitants, une enquête de recensement portant sur toute la population est réalisée tous les cinq ans, les populations de référence des années intermédiaires étant quant à elles estimées par interpolation ou extrapolation. Pour la commune, le premier recensement exhaustif entrant dans le cadre du nouveau dispositif a été réalisé en 2007.

En 2022, la commune comptait 203 habitants, en évolution de +13,41 % par rapport à 2016 (Corse-du-Sud : +7,61 %, France hors Mayotte : +2,11 %).
| 1800 | 1806 | 1821 | 1831 | 1836 | 1841 | 1846 | 1851 | 1856 |
| ---- | ---- | ---- | ---- | ---- | ---- | ---- | ---- | ---- |
| 329  | 281  | 302  | 320  | 344  | 396  | 422  | 444  | 439  |

| 1861 | 1866 | 1872 | 1876 | 1881 | 1886 | 1891 | 1896 | 1901 |
| ---- | ---- | ---- | ---- | ---- | ---- | ---- | ---- | ---- |
| 406  | 398  | 388  | 463  | 457  | 417  | 493  | 466  | 488  |

| 1906 | 1911 | 1921 | 1926 | 1931 | 1936 | 1946 | 1954 | 1962 |
| ---- | ---- | ---- | ---- | ---- | ---- | ---- | ---- | ---- |
| 584  | 612  | 266  | 510  | 531  | 513  | 311  | 224  | 211  |

| 1968 | 1975 | 1982 | 1990 | 1999 | 2006 | 2007 | 2012 | 2017 |
| ---- | ---- | ---- | ---- | ---- | ---- | ---- | ---- | ---- |
| 178  | 129  | 101  | 77   | 93   | 128  | 133  | 156  | 184  |

| 2022 | - | - | - | - | - | - | - | - |
| ---- | - | - | - | - | - | - | - | - |
| 203  | - | - | - | - | - | - | - | - |

## Culture locale et patrimoine

### Lieux et monuments
- Église Santa-Maria d'Azilone.
- Église Saint-Mathieu d'Ampaza.
- Chapelle San Salvadore d'Azilone-Ampaza.
- Chapelle d'Ampaza.

### Personnalités liées à la commune
- Paul Mathieu de la Foata (1817-1899), évêque d'Ajaccio et auteur des Poesie giocose
- Arthur Giovoni (1909-1996), résistant de la première heure, député communiste, Compagnon de la Libération
- Eliane Eva Vincileoni (1930-1989) militante libertaire, nièce d'Arthur Giovoni, coordonnatrice de la lutte anti-franquiste en Catalogne, fondatrice du groupe materialismo e Libertad à Milan, Italie.